# さぬき三木インターチェンジ
さぬき三木インターチェンジ（さぬきみきインターチェンジ）は、香川県木田郡三木町にあるインターチェンジ。
徳島方面行き入口のみのハーフインターチェンジであり、同様に松山・岡山方面行きのハーフICである高松東ICとセットである。
山陽自動車道の三木小野インターチェンジとの区別からさぬき三木インターチェンジとなった。
2024年（令和6年）3月18日より料金所がETC専用になっている。

## 道路
- E11 高松自動車道

直接接続
- 国道11号
- 香川県道38号三木牟礼線

## 料金所

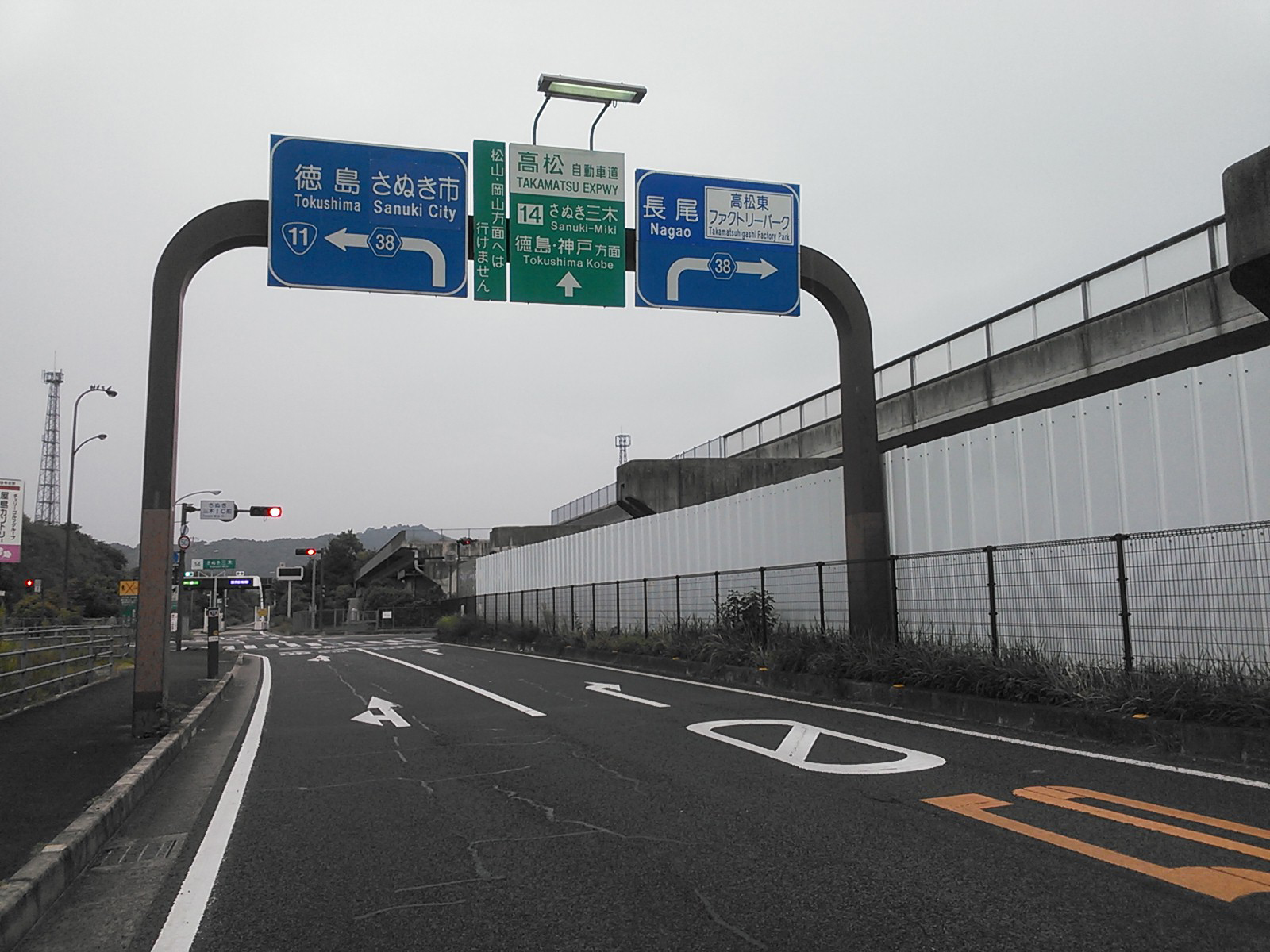
高松東バイパスさぬき三木インターチェンジ入口前道路案内看板および道路標示。右側車線が右折専用である

### 入口
- ブース数:2
  - ETC専用:1
  - ETC・サポート:1

### 出口
- ブース数:2
  - ETC専用:1
  - サポート:1

## 周辺
- 高松東ファクトリーパーク

## 隣
E11 高松自動車道
(13)志度IC - 志度BS - (14)さぬき三木IC  - 獅子の里三木BS - (15)高松東IC